# Aeropuerto de Raivavae
El aeródromo de Raivavae está ubicado sobre el atolón de Raivavae en el archipiélago de las Australes en Polinesia Francesa. Está localizado en las proximidades del pueblo de Rairua.
Está conectado diariamente con el aeropuerto internacional de Tahití Fa'tiene'ā a razón de cinco o seis rotaciones por semana repartidas en tres días por semana. El tiempo de trayecto varía de las 1h50 a las 3h00 en función del número de escalas.